# Anders Fabritzius
Anders Fabritzius (Fabritz),  född omkring 1730, död 1777 i Stockholm, var en svensk porträttmålare. 
Han var son till bisittaren i Stockholms målarämbete Johan Fabritzius och Christina Björklund och från 1767 gift med Johanna Margareta Winkelman. Efter att Fabritzius gått i lära blev han 1751 gesäll och 1763 styckmästare för att slutligen bli mästare i Stockholm 1766.